# David IX de Géorgie
Pour les articles homonymes, voir David.
David IX ou VII de Géorgie est un roi de Géorgie de 1346 à 1360.

## Biographie
David IX est le fils et successeur du roi Georges V de Géorgie, son règne est marqué par le développement à partir de 1347/1348 de la grande épidémie de peste noire en Géorgie, qui entraîne un dépeuplement du royaume et une importante récession économique. Dès 1355, le souverain associe au trône son fils unique, le futur Bagrat V de Géorgie.

## Union et postérité
Le roi a épousé sa cousine Sindoukhtar, fille de Qvarqvaré II Jakeli, duc de Meschie et Atabag du Samtskhé, dont :
- Bagrat V de Géorgie ;
- Goulkan-Khatoun rebaptisée Eudocie, morte le 2 mai 1395, fiancée au prince Andronic Comnène de Trébizonde, mort en 1376, puis mariée en 1378 au frère de ce dernier, l'empereur Manuel III de Trébizonde.

## Sources
- Cyrille Toumanoff, Les dynasties de la Caucasie chrétienne de l'Antiquité jusqu'au XIXe siècle : Tables généalogiques et chronologiques, Rome, 1990, p. 138-139.
- Alexandre Manvelichvili, Histoire de la Géorgie, Paris, Nouvelles Éditions de la Toison d'Or, 1951, 476 p., p. 243.
- Marie-Félicité Brosset, Histoire de la Géorgie depuis l’Antiquité jusqu’au XIXe siècle, v. 1-7, Saint-Pétersbourg, 1848-58 (lire ce livre avec Google Books : , ), p. 649-650.